# Сарая
Сара́я (болг. Сарая) — село в Пазарджицькій області Болгарії. Входить до складу общини Пазарджик.

## Населення
За даними перепису населення 2011 року у селі проживали 1356 осіб.
Національний склад населення села:
| Національність   | Кількість осіб | Відсоток |
| ---------------- | -------------- | -------- |
| болгари          | 1077           | 80,2%    |
| цигани           | 253            | 18,8%    |
| турки            | 0              | 0%       |
| інша             | 3              | 0,2%     |
| не визначились   | 10             | 0,7%     |
| Всього відповіли | 1343           |          |

Розподіл населення за віком у 2011 році:
Динаміка населення: